# Henriette von Noël

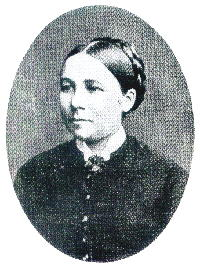
Henriette von Noël

Henriette Maritia von Noël (* 20. März 1833 in Bochum; † 19. Februar 1903 in Münster, Westfalen) war Lehrerin und die Gründerin der heutigen Hildegardis-Schule in Bochum.
Von Noël war die älteste von sieben Töchtern des Bochumer Richters Nikolaus Leopold von Noël (1803–1883). Ihr Urgroßvater war der salm-salm’sche Kanzler und Rheinbund-Gesandte Peter Franz von Noël, dessen Ämter ihr Großvater Jeremias Gottfried von Noël 1809 übernommen hatte. Ihre Schulzeit verbrachte sie in der Dorstener Unterrichtsanstalt für „höhere Töchter“ der Ursulinen, heute St.-Ursula-Gymnasium. Nach einem Aufenthalt als Sprachlehrerin in Lüttich lehrte sie ab 1865 in Privatschulen in Köln, wo sie ihre beiden Lehrerinnenprüfungen bestand. Im Jahre 1860 gründete sie in Bochum die „Katholische höhere Töchterschule“, später Hildegardis-Schule genannt und heute in einem Gebäude aus den 1950er Jahren am Bochumer Stadtpark untergebracht. 1895 ging sie wegen einer schweren Krankheit in den Ruhestand. Mit der Schaffung einer Höheren Töchterschule schuf von Noël eine berufliche Aufstiegschance für katholische Mädchen in Bochum. Bereits 15 Jahre zuvor, 1845, gründete Caroline Krüger, zuvor Hauslehrerin auf Haus Bruch, eine evangelische höhere Mädchenschule in Bochum. Ein Abitur war für Frauen im 19. Jahrhundert noch nicht erlangbar.